# Hans van Ek
Hans van Ek (Blija, 11 april 1901 - Bergum, 18 september 1977) was een Nederlands politicus van de ARP.
Hij was als commies werkzaam bij de gemeentesecretarie van Wymbritseradeel voor hij in 1935 benoemd werd tot burgemeester van Schoonebeek. Van 1941 tot 1945 werd hij als burgemeester vervangen door NSB-burgemeester Geert Bisschop. Na de oorlog keerde hij terug als burgemeester van Schoonebeek. In 1950 vertrok hij naar de gemeente Achtkarspelen om daar, tot zijn pensionering in 1966, het ambt van burgemeester te bekleden. 
Op 19 april 1958 werd van Ek benoemd tot Ridder in de Orde van Oranje-Nassau, na zijn pensionering volgde een benoeming in dezelfde orde tot Officier.